# Campionati del mondo di atletica leggera 2023 - 400 metri piani femminili
La specialità dei 400 metri piani femminili dei campionati del mondo di atletica leggera 2023 si è svolta tra il 20 e il 23 agosto 2023 al Centro nazionale di atletica leggera di Budapest, in Ungheria.

## Podio
| Pos.    | Atleta            | Nazionalità     | Tempo |
| ------- | ----------------- | --------------- | ----- |
| Oro     | Marileidy Paulino | Rep. Dominicana | 48"76 |
| Argento | Natalia Kaczmarek | Polonia         | 49"57 |
| Bronzo  | Sada Williams     | Barbados        | 49"60 |

## Situazione pre-gara

### Record
Prima di questa competizione, il record del mondo (RM) e il record dei campionati (RC) erano i seguenti.
| Record                | Prestazione | Atleta                               | Data                               | Competizione  |
| --------------------- | ----------- | ------------------------------------ | ---------------------------------- | ------------- |
| Record mondiale       | 47"60       | Marita Koch Germania Est             | 6 ottobre 1985 Canberra, Australia |               |
| Record dei campionati | 47"99       | Jarmila Kratochvílová Cecoslovacchia | 10 agosto 1983 Helsinki, Finlandia | Mondiali 1983 |

### Campionesse in carica
Le campionesse in carica a livello mondiale e olimpico erano:
| Campionessa | Atleta                      | Prestazione | Data                                         | Competizione         |
| ----------- | --------------------------- | ----------- | -------------------------------------------- | -------------------- |
| Olimpica    | Shaunae Miller-Uibo Bahamas | 48"36       | 6 agosto 2021 Tokyo, Giappone                | Giochi olimpici 2021 |
| Mondiale    | Shaunae Miller-Uibo Bahamas | 49"11       | 22 luglio 2022 Eugene, Stati Uniti d'America | Mondiali 2022        |

### La stagione
Prima di questa gara, le atlete con le migliori tre prestazioni dell'anno erano:
| Pos. | Atleta                                  | Prestazione | Data                                              |
| ---- | --------------------------------------- | ----------- | ------------------------------------------------- |
| 1    | Sydney McLaughlin-Levrone Gran Bretagna | 48"74       | 8 luglio 2023 Eugene, Stati Uniti d'America       |
| 2    | Marileidy Paulino Rep. Dominicana       | 48"98       | 27 maggio 2023 Los Angeles, Stati Uniti d'America |
| 3    | Britton Wilson Stati Uniti              | 49"13       | 13 maggio 2023 Baton Rouge, Stati Uniti d'America |

## Risultati

### Batterie
Le batterie si sono svolte a partire dalle 9:35 del 20 agosto. Si sono qualificate alle semifinali le prime 3 di ogni batteria (Q) e i 6 tempi migliori tra le escluse (q).

#### Batteria 1
| Posizione | Corsia | Atleta            | Nazionalità | Tempo | Note                                     |
| --------- | ------ | ----------------- | ----------- | ----- | ---------------------------------------- |
| 1         | 7      | Natalia Kaczmarek | Polonia     | 50"02 | Q                                        |
| 2         | 2      | Cynthia Bolingo   | Belgio      | 50"29 | Q                                        |
| 3         | 4      | Candice McLeod    | Giamaica    | 50"37 | Q                                        |
| 4         | 5      | Sharlene Mawdsley | Irlanda     | 51"17 | q                                        |
| 5         | 6      | Gunta Vaičule     | Lettonia    | 51"36 | Miglior prestazione personale stagionale |
| 6         | 8      | Alice Mangione    | Italia      | 51"57 |                                          |
| 7         | 3      | Miranda Coetzee   | Sudafrica   | 52"30 |                                          |
| 8         | 9      | Kateryna Karpiuk  | Ucraina     | 52"66 | (.658)                                   |

#### Batteria 2
| Posizione | Corsia | Atleta                | Nazionalità   | Tempo | Note     |
| --------- | ------ | --------------------- | ------------- | ----- | -------- |
| 1         | 6      | Lieke Klaver          | Paesi Bassi   | 50"52 | Q        |
| 2         | 9      | Ama Pipi              | Gran Bretagna | 50"81 | (.803) Q |
| 3         | 7      | Lynna Irby-Jackson    | Stati Uniti   | 50"81 | (.805) Q |
| 4         | 4      | Susanne Gogl-Walli    | Austria       | 51"00 | q        |
| 5         | 2      | Evelis Jazmin Aguilar | Colombia      | 51"27 | q        |
| 6         | 8      | Kyra Constantine      | Canada        | 52"28 |          |
| 7         | 3      | Nicole Caicedo        | Ecuador       | 52"82 |          |
| 8         | 5      | Janet Richard         | Malta         | 54"50 |          |

#### Batteria 3
| Posizione | Corsia | Atleta              | Nazionalità   | Tempo | Note                                     |
| --------- | ------ | ------------------- | ------------- | ----- | ---------------------------------------- |
| 1         | 9      | Sada Williams       | Barbados      | 50"78 | Q                                        |
| 2         | 6      | Paola Morán         | Messico       | 51"59 | Q                                        |
| 3         | 4      | Zenéy van der Walt  | Sudafrica     | 51"76 | Q                                        |
| 4         | 5      | Cátia Azevedo       | Portogallo    | 51"93 |                                          |
| 5         | 7      | Amandine Brossier   | Francia       | 51"98 | Miglior prestazione personale stagionale |
| 6         | 2      | Imaobong Nse Uko    | Nigeria       | 52"24 |                                          |
| 7         | 8      | Shaunae Miller-Uibo | Bahamas       | 52"65 |                                          |
| 8         | 3      | Rosie Elliott       | Nuova Zelanda | 52"88 |                                          |

#### Batteria 4
| Posizione | Corsia | Atleta         | Nazionalità | Tempo | Note                          |
| --------- | ------ | -------------- | ----------- | ----- | ----------------------------- |
| 1         | 9      | Nickisha Pryce | Giamaica    | 50"38 | Q                             |
| 2         | 6      | Roxana Gómez   | Cuba        | 50"86 | Q                             |
| 3         | 7      | Gabby Scott    | Porto Rico  | 51"07 | Q                             |
| 4         | 3      | Martina Weil   | Cile        | 51"35 |                               |
| 5         | 8      | Grace Konrad   | Canada      | 51"60 | Miglior prestazione personale |
| 6         | 5      | Giulia Senn    | Svizzera    | 52"66 | (.651)                        |
| 7         | 2      | Fanni Rapai    | Ungheria    | 52"73 | Miglior prestazione personale |
| 8         | 4      | Britton Wilson | Stati Uniti | 53"87 |                               |

#### Batteria 5
| Posizione | Corsia | Atleta             | Nazionalità | Tempo | Note                          |
| --------- | ------ | ------------------ | ----------- | ----- | ----------------------------- |
| 1         | 5      | Rhasidat Adeleke   | Irlanda     | 50"80 | Q                             |
| 2         | 4      | Andrea Miklós      | Romania     | 51"24 | (.232) Q                      |
| 3         | 6      | Tereza Petržilková | Rep. Ceca   | 51"30 | Q                             |
| 4         | 8      | Henriette Jæger    | Norvegia    | 51"33 |                               |
| 5         | 3      | Aliyah Abrams      | Guyana      | 51"44 |                               |
| 6         | 9      | Helena Ponette     | Belgio      | 51"52 | Miglior prestazione personale |
| 7         | 7      | Mette Baas         | Finlandia   | 52"74 |                               |
| 8         | 2      | Tabata Vitorino    | Brasile     | 54"15 |                               |

#### Batteria 6
| Posizione | Corsia | Atleta                    | Nazionalità     | Tempo | Note     |
| --------- | ------ | ------------------------- | --------------- | ----- | -------- |
| 1         | 5      | Marileidy Paulino         | Rep. Dominicana | 49"90 | Q        |
| 2         | 2      | Victoria Ohuruogu         | Regno Unito     | 50"60 | Q        |
| 3         | 9      | Talitha Diggs             | Stati Uniti     | 50"87 | Q        |
| 4         | 3      | Lada Vondrová             | Rep. Ceca       | 50"92 | q        |
| 5         | 7      | Modesta Justė Morauskaitė | Lituania        | 51"06 | q        |
| 6         | 8      | Charokee Young            | Giamaica        | 51"24 | (.238) q |
| 7         | 6      | Tiffani Marinho           | Brasile         | 53"12 |          |
| 8         | 4      | Marlie Viljoen            | Sudafrica       | 53"73 |          |

### Semifinali
Le semifinali si sono disputate dalle 21:12 (ora locale di Budapest) del 21 agosto. Si sono qualificate in finale le prime 2 di ogni batteria (Q) e i 2 tempi migliori (q).

#### Batteria 1
| Posizione | Corsia | Atleta                | Nazionalità     | Tempo | Note     |
| --------- | ------ | --------------------- | --------------- | ----- | -------- |
| 1         | 7      | Marileidy Paulino     | Rep. Dominicana | 49"54 | Q        |
| 2         | 5      | Rhasidat Adeleke      | Irlanda         | 49"87 | (.861) Q |
| 3         | 8      | Cynthia Bolingo       | Belgio          | 49"96 | q        |
| 4         | 9      | Candice McLeod        | Giamaica        | 50"62 | q        |
| 5         | 2      | Evelis Jazmin Aguilar | Colombia        | 51"07 | (.064)   |
| 6         | 6      | Paola Morán           | Messico         | 51"46 |          |
| 7         | 3      | Lada Vondrová         | Rep. Ceca       | 51"50 | (.498)   |
| 8         | 4      | Zenéy van der Walt    | Sudafrica       | 51"54 |          |

#### Batteria 2
| Posizione | Corsia | Atleta                    | Nazionalità   | Tempo | Note     |
| --------- | ------ | ------------------------- | ------------- | ----- | -------- |
| 1         | 6      | Lieke Klaver              | Paesi Bassi   | 49"87 | (.868) Q |
| 2         | 9      | Talitha Diggs             | Stati Uniti   | 50"86 | Q        |
| 3         | 7      | Roxana Gómez              | Cuba          | 51"07 | (.065)   |
| 4         | 5      | Ama Pipi                  | Gran Bretagna | 51"17 |          |
| 5         | 8      | Nickisha Pryce            | Giamaica      | 51"24 |          |
| 6         | 4      | Gabby Scott               | Porto Rico    | 51"52 |          |
| 7         | 2      | Sharlene Mawdsley         | Irlanda       | 51"78 |          |
| 8         | 3      | Modesta Justė Morauskaitė | Lituania      | 52"15 |          |

#### Batteria 3
| Posizione | Corsia | Atleta             | Nazionalità | Tempo | Note   |
| --------- | ------ | ------------------ | ----------- | ----- | ------ |
| 1         | 5      | Natalia Kaczmarek  | Polonia     | 49"50 | Q      |
| 2         | 7      | Sada Williams      | Barbados    | 49"58 | Q      |
| 3         | 4      | Lynna Irby-Jackson | Stati Uniti | 50"71 |        |
| 4         | 8      | Victoria Ohuruogu  | Regno Unito | 50"74 |        |
| 5         | 6      | Andrea Miklós      | Romania     | 50"77 |        |
| 6         | 3      | Charokee Young     | Giamaica    | 51"40 |        |
| 7         | 2      | Susanne Gogl-Walli | Austria     | 51"50 | (.497) |
| 8         | 9      | Tereza Petržilková | Rep. Ceca   | 51"94 |        |

### Finale
La finale si è disputata alle 21:35 (ora locale di Budapest) del 23 agosto.
| Posizione | Corsia | Atleta            | Nazionalità     | Tempo | Note             |
| --------- | ------ | ----------------- | --------------- | ----- | ---------------- |
| Oro       | 7      | Marileidy Paulino | Rep. Dominicana | 48"76 | Record nazionale |
| Argento   | 6      | Natalia Kaczmarek | Polonia         | 49"57 |                  |
| Bronzo    | 8      | Sada Williams     | Barbados        | 49"60 |                  |
| 4         | 4      | Rhasidat Adeleke  | Irlanda         | 50"13 |                  |
| 5         | 2      | Cynthia Bolingo   | Belgio          | 50"33 | (.323)           |
| 6         | 5      | Lieke Klaver      | Paesi Bassi     | 50"33 | (.324)           |
| 7         | 3      | Candice McLeod    | Giamaica        | 51"08 |                  |
| 8         | 9      | Talitha Diggs     | Stati Uniti     | 51"25 |                  |